# Narthecoceros logica
Narthecoceros logica är en fjärilsart som beskrevs av Edward Meyrick 1910. Narthecoceros logica ingår i släktet Narthecoceros och familjen stävmalar. Inga underarter finns listade i Catalogue of Life.